# Pallavolo ai Giochi del Pacifico - Torneo femminile
Il torneo femminile di pallavolo ai Giochi del Pacifico è una competizione pallavolistica per squadre nazionali dei paesi che si affacciano sull'Oceano Pacifico meridionale, organizzata con cadenza quadriennale dal PCG, durante i Giochi del Pacifico.

## Edizioni
| Edizione                                                              | Edizione           | Podio           | Podio           | Podio           |
| Anno                                                                  | Organizzatore      | Campione        | Seconda         | Terza           |
| --------------------------------------------------------------------- | ------------------ | --------------- | --------------- | --------------- |
| Dal 1966 al 2007 la competizione è denominata Giochi del Sud Pacifico |                    |                 |                 |                 |
| 1966 Dettagli                                                         | Nouméa             | Tahiti          | Nuova Caledonia | Wallis e Futuna |
| 1969 Dettagli                                                         | Port Moresby       | Tahiti          | Wallis e Futuna | Nuova Caledonia |
| 1971 Dettagli                                                         | Papeete            | Tahiti          | Nuova Caledonia | Wallis e Futuna |
| 1975 Dettagli                                                         | Tumon              | Nuova Caledonia | Tahiti          | Wallis e Futuna |
| 1979 Dettagli                                                         | Suva               | Tahiti          | Nuova Caledonia | Samoa Americane |
| 1983 Dettagli                                                         | Apia               | Tahiti          | Nuova Caledonia | Samoa Americane |
| 1987 Dettagli                                                         | Nouméa             | Tahiti          | Samoa Americane | Wallis e Futuna |
| 1991 Dettagli                                                         | Port Moresby e Lae | Tahiti          | Wallis e Futuna | Samoa Americane |
| 1995 Dettagli                                                         | Papeete            | Tahiti          | Nuova Caledonia | Figi            |
| 1999 Dettagli                                                         | Hagåtña            | Tahiti          | Figi            | Nuova Caledonia |
| 2003 Dettagli                                                         | Suva               | Tahiti          | Nuova Caledonia | Samoa           |
| 2007 Dettagli                                                         | Apia               | Tahiti          | Figi            | Samoa           |
| Dal 2011 la competizione è denominata Giochi del Pacifico             |                    |                 |                 |                 |
| 2011 Dettagli                                                         | Nouméa             | Tahiti          | Nuova Caledonia | Samoa           |
| 2015 Dettagli                                                         | Port Moresby       | Samoa Americane | Tahiti          | Nuova Caledonia |
| 2019 Dettagli                                                         | Apia               | Nuova Caledonia | Tahiti          | Samoa           |
| 2023 Dettagli                                                         | Honiara            | Tahiti          | Nuova Caledonia | Figi            |

## Medagliere
| Pos. | Squadra         | 1º posto | 2º posto | 3º posto | Totale |
| ---- | --------------- | -------- | -------- | -------- | ------ |
| 1    | Tahiti          | 13       | 3        | 0        | 16     |
| 2    | Nuova Caledonia | 1        | 8        | 4        | 13     |
| 3    | Samoa Americane | 1        | 1        | 3        | 5      |
| 4    | Wallis e Futuna | 0        | 2        | 4        | 6      |
| 5    | Figi            | 0        | 2        | 2        | 4      |
| 6    | Samoa           | 0        | 0        | 4        | 4      |